# Alexis Jordan (sångerska)
Alexis Jordan, född 7 april 1992, är en amerikansk sångerska från Columbia, South Carolina. 
Jordans kändisskap som sångare påbörjades när hon ställde upp i första säsongen av America's Got Talent 2006. Efter att hon åkte ut ur tävlingen började hon ladda upp coverlåtar på Youtube, som fick miljoner visningar. Detta ledde till uppmärksamheten av det norska  produktionsteamet Stargate och den amerikanska rapparen Jay-Z, som båda fick med Jordan i deras skivbolag, StarRoc.
Hennes debuterande singel, "Happiness", släpptes i september 2010, och nådde som hit första plats i Nederländerna och Norge och även tredje plats i Australien och Storbritannien. Jordans självbetitlade debutalbum släpptes den 25 februari 2011.

## Diskografi

### Studioalbum
- 2011 - Alexis Jordan

### Singlar
- 2010 - Happiness
- 2011 - Good Girl
- 2011 - Hush Hush
- 2013 - Acid Rain

### Artistsamarbeten
- 2011 - Got 2 Luv U med Sean Paul